# Holly Cook
Holly Faye Cook-Tanner (...) è un'ex pattinatrice artistica su ghiaccio statunitense. Ha vinto la medaglia di bronzo al Campionato mondiale nel 1990.

## Palmarès
| Internazionali                    | Internazionali | Internazionali | Internazionali | Internazionali | Internazionali | Internazionali | Internazionali |
| Evento                            | 1984–85        | 1985–86        | 1986–87        | 1987–88        | 1988–89        | 1989–90        | 1990–91        |
| --------------------------------- | -------------- | -------------- | -------------- | -------------- | -------------- | -------------- | -------------- |
| Campionati mondiali               |                |                |                |                |                | 3°             |                |
| Internationaux de Paris           |                |                |                |                |                | 2°             |                |
| Nebelhorn Trophy                  |                |                | 1°             |                |                |                |                |
| NHK Trophy                        |                |                | 4°             |                |                |                |                |
| Skate America                     |                |                |                |                | 4°             |                |                |
| Skate Canada                      |                |                |                |                |                |                | 3°             |
| Skate Electric                    |                |                |                |                |                |                | 1°             |
| National                          |                |                |                |                |                |                |                |
| Campionati nazionali statunitensi | 3° J           |                | 6°             | 6°             | 4°             | 3°             | 6°             |
| J = Junior                        |                |                |                |                |                |                |                |